# 발리인
발리인(인도네시아어: suku Bali; 발리어: ᬳᬦᬓ᭄‌ᬩᬮᬶ/ᬯᭀᬂᬩᬮᬶ/ᬓ᭄ᬭᬫᬩᬮᬶ Ânak Bali/Wång Bali/Kramâ Bali)은 인도네시아의 발리섬에 거주하는 오스트로네시아계 민족이다. 발리인들의 인구는 420만 명(인도네시아 인구의 1.7%)으로 발리 섬 인구의 89%를 차지한다. 롬복섬과 자와 최동단 지역(예: 바뉴왕기현)에도 상당한 수의 발리인들이 존재한다.

## 같이 보기
- 발리 왕국
- 녀피